# 周德睿
周德睿（1966年2月—），湖南祁东人，汉族，中国共产党党员。中华人民共和国政治人物、第十三届全国人民代表大会湖南地区代表。曾任常德市人民政府市长、中共常德市委书记、天津市人民政府副市长、中共天津市委常委、宣传部部长、组织部部长等职。

## 生平
1987年7月本科毕业于湖南师范大学政治系政治学专业，其后进入清华大学社会科学系中共党史专业硕士研究生学习，获法学硕士学位。1989年12月进入零陵地区行署办工作，此后一直在家乡湖南省从政。后来他先后担任过湖南省政府办公厅秘书二处主任科员、副处级秘书，湖南省国土资源厅办公室主任、财务处处长、副巡视员等职务。2006年，调入永州市工作，先后任永州市委常委、组织部部长，市委常委、常务副市长。2013年5月任常德市人民政府市长，2017年7月任中共常德市委书记，同年12月兼任常德市人大常委会主任。就任常德市委书记时，他发表“十多十少”和不把官场当“五场”的言论，因语言“有个性、接地气”引发关注，而后的公开讲话亦引用俗语和网络流行语，而有“网红市长”、“网红书记”的称号。但周德睿本人表示他“从没想过当网红，也不希望当网红，只希望扎扎实实在一个地方干点事”。周德睿还被媒体称为“批示或回应网民留言最多”的湖南市州领导之一。2018年2月当选为第十三届全国人大代表。
2021年3月，周德睿离开任职31年的湖南，任天津市人民政府副市长，升为副部级。2021年9月，任中共天津市委常委、宣传部部长。2022年6月，天津市委常委换届，周德睿任中共天津市委常委、组织部部长。
2025年3月，因涉嫌严重违纪违法，接受中央纪委国家监委纪律审查和监察调查。他是2025年全国两会闭幕后首位被查的副部级官员，也是中共二十大以来天津首位被查的副部级官员以及首位被查的省一级党委组织部部长。周德睿是继前任王群、继任杨懿文之后，第三位被查的常德市委书记。